# Liste der Kulturdenkmale in Wiesensteig

Wappen von Wiesensteig

In der Liste der Kulturdenkmale in Wiesensteig werden unbeweglichen Bau- und Kunstdenkmale in Wiesensteig aufgelistet. Diese Liste ist noch unvollständig.

## Allgemein
- Bild: Zeigt ein ausgewähltes Bild aus Commons, „Weitere Bilder“ verweist auf die Bilder im Medienarchiv Wikimedia Commons.
- Bezeichnung: Nennt den Namen, die Bezeichnung oder die Art des Kulturdenkmals.
- Lage: Straßenname und Hausnummer oder Flurstücknummer des Kulturdenkmals, gegebenenfalls auch den Ortsteil. Die Grundsortierung der Liste erfolgt nach dieser Adresse. Der Link (Karte) führt zu verschiedenen Kartendiensten mit der Position des Kulturdenkmals. Fehlt dieser Link, wurden die Koordinaten noch nicht eingetragen. Sind diese bekannt, können sie über ein Tool mit einer Kartenansicht einfach nachgetragen werden. In dieser Kartenansicht sind Kulturdenkmale ohne Koordinaten mit einem roten bzw. orangen Marker dargestellt und können durch Verschieben auf die richtige Position in der Karte mit Koordinaten versehen werden. Kulturdenkmale ohne Bild sind an einem blauen bzw. roten Marker erkennbar.
- Datierung: Baubeginn, Fertigstellung, Datum der Erstnennung oder grobe zeitliche Einordnung entsprechend des Eintrags in der zuständigen Denkmaldatenbank (Landesamt für Denkmalpflege Baden-Württemberg).
- Beschreibung: Kurzcharakteristik des Kulturdenkmals.

## Liste
| Bild           | Bezeichnung                               | Lage                                                                  | Datierung             | Beschreibung | ID |
| -------------- | ----------------------------------------- | --------------------------------------------------------------------- | --------------------- | --- | -- |
|                | Papierfels- oder Veserhöhle               | Papierfels- oder Veserhöhle                                           |                       | Der sogenannte Papierfelshöhle, auch Veserhöhle, liegt westlich von Wiesensteig. Geschützt nach § 2 DSchG |    |
|                | Abgegangenes Chorherrenstift Wiesensteig  | Bereich Kirchplatz (Flstnr. 23/1, 22/2, 22/5, 22/6, 22/8, 22/9, 23/6) | 12. Jahrhundert       | Schon 860 wurde ein Kloster auf dem Gebiet des abgegangenem Chorherrenstift Wiesensteig gegründet. Er liegt auf einem Hügel an der Fils. Geschützt nach § 2 DSchG |    |
|                | Ehemalige Westerheimer Steige             | Flur Gießbachgarten, Bannhalde (Flstnr. 343, 24/1, 24/2)              |                       | Die südlich von Wiesensteig beginnende Ehemalige Westerheimer Steige geht wahrscheinlich auf die römische Straße zwischen Köngen und Urspring zurück. Sie stellte noch bis ins 19. Jahrhundert einen wichtigen Zugang zu den Orten in der schwäbischem Alb dar. Geschützt nach § 2 DSchG |    |
|                | Ehemalige Neidlinger Steige               | Flur Sommerberg (Flstnr. 2749)                                        |                       | Wie auch die ehemalige Westerheimer Steige geht die ehemalige Neidlinger Steige wahrscheinlich auf die römische Straße zwischen Köngen und Urspring zurück. Sie befindet sich westlich von Wiesensteige, an einem Steilhang der Fils. Sie führt, wie der Name es vermuten lässt, nach Neidlingen und vermittelte bis ins 19. Jahrhundert auch den Verkehr in das Neckartal und nach Kirchheim unter Teck. Geschützt nach § 2 DSchG |    |
|                | Abgegangener, namenloser Hof              | Flur Anger, Klösterle (Flstnr. 2960, 2961)                            |                       | Der abgegangene, namenlose Hof liegt nordwestlich von Wiesensteig, in der Nähe von einem Steilabfall in das Neidlinger Becken. Bisher fehlen schriftliche Zeugnisse zu diesem wahrscheinlich bäuerlichem Hof. Geschützt nach § 2 DSchG |    |
| Weitere Bilder | Stadtkern Wiesensteig                     | Historische Altstadt                                                  | 16./17. Jahrhundert   | Die historische Altstadt von Wiesensteig liegt im Filstal. Zu ihr gehören unter anderem ein Residenzschloss 1551–55, ein Spital von 1672, die katholische Stiftskirche St. Cyriakus aus dem 15. Jahrhundert, einer Stiftspropstei aus dem 17. Jahrhundert und historischer Bebauung des 16./17. Jahrhunderts. |    |
|                | Katholische Kreuzkapelle mit Kreuzweg     | Am Sommerberg                                                         | 1825                  | Die katholische Kreuzkapelle mit Kreuzweg liegt nördlich von Wiesensteig an einer Hangkante. Sie wurde von I. Mayr und C. Messerschmid erbaut. Geschützt nach §§ 2, 28 DSchG |    |
|                | Katholische Friedhofskapelle St. Leonhard | Sommerbergstraße                                                      | 1562, Erneuerung 1737 | Die katholische Friedhofskapelle St. Leonhard ist nordöstlich des historischen Kerns von Wiesensteig gelegen. Geschützt nach § 28 DSchG |    |
| Weitere Bilder | Burgruine Reußenstein                     | Reußenstein (Karte)                                                   | 13. Jahrhundert       | Die Burgruine Reußenstein liegt südlich von Neidlingen auf einem Bergsporn oberhalb des Lindachtals. Zu ihm gehört das Hofgut Reußenstein aus dem 18./19. Jahrhundert. Geschützt nach § 28 DSchG |    |